# Amitostigma simplex
Amitostigma simplex là một loài thực vật]] thuộc họ Orchidaceae. Đây là loài đặc hữu của Trung Quốc.